# سوتلانا خودچنکووا
سوتلانا خودچنکووا (روسی: Светла́на Ви́кторовна Хо́дченкова؛ زاده ۲۱ ژانویهٔ ۱۹۸۳) بازیگر اهل روسیه است. وی از سال ۲۰۰۳ میلادی تاکنون مشغول فعالیت بوده‌است.
از فیلم‌ها یا برنامه‌های تلویزیونی که وی در آن نقش داشته‌است، می‌توان به مسکوی کوچک، ولورین و عشق در وگاس اشاره کرد.